# Serixia simplex
Serixia simplex là một loài bọ cánh cứng trong họ Cerambycidae.